# Tessa Hadley
Tessa Jane Hadley (Bristol, 28 febbraio 1956) è una scrittrice britannica.

## Biografia
Nata a Bristol nel 1956, vive a Cardiff e insegna letteratura e scrittura creativa all'Università di Bath.
Dopo gli studi all'Università di Cambridge ha iniziato a lavorare come insegnante e a pubblicare racconti assieme al marito Eric Hadley.
A partire dal suo esordio nel 1983, ha scritto sei romanzi, cinque raccolte di racconti e un saggio su Henry James.
Nel 2016 il suo romanzo Il passato è stato insignito dell'Hawthornden Prize.

## Opere

### Racconti
- Legends of the Sun and Moon con Eric Hadley (1983)
- Earth, Air, Wind, and Fire con Eric Hadley (1985)
- Sunstroke and Other Stories (2007)
- Married Love (2013)
- Bad Dreams and Other Stories (2017)

### Romanzi
- Accidents in the home (2002)
- Everything Will Be All Right (2003)
- The Master Bedroom (2007)
- The London Train (2011)
- Clever Girl (2013)
- Il passato[5] (The Past, 2015), Milano, Bompiani, 2017 traduzione di Milena Zamira Ciccimarra ISBN 978-88-452-8376-5.
- L'arte del matrimonio (Late in the Day, 2019), Milano, Bompiani, 2022 traduzione di Milena Zamira Ciccimarra ISBN 9788830101876.
- Free Love (2022)

### Saggi
- Henry James and the Imagination of Pleasure (2002)

### Antologie
- L’ho sposato, lettore mio (Reader, I Married Him) di AA. VV. a cura di Tracy Chevalier (2016), Vicenza, Neri Pozza eBook